# Sarah Martin
Sarah Martin (12 de febrer de 1974 a Blackburn, Anglaterra) és la violinista de la banda escocesa de twee pop Belle & Sebastian. A més del violí, Martin toca la flauta dolça, el stylophone, la melòdica, la guitarra, la flauta i canta a alguns dels temes. Es va unir a la banda just abans de la gravació de If You're Feeling Sinister (1996).

## Temes de Belle & Sebastian escrits per Martin
- "Waiting for the Moon to Rise" (de Fold Your Hands Child, You Walk Like a Peasant)
- "Scooby Driver" (de Storytelling)
- "Asleep on a Sunbeam" (de Dear Catastrophe Waitress)
- "Storytelling" (de Storytelling)